# La rivolta dei soldati
La rivolta dei soldati è un romanzo dello scrittore Hans Hellmut Kirst; fu pubblicato col titolo Aufstand der Soldaten Roman des 20 Juli 1944 nel 1965 dalla casa editrice Desch (Wien-Muenchen-Basel). In Italia fu pubblicato nel 1967 dall'editore Garzanti.
I fatti dell'attentato a Hitler del 20 luglio 1944 e le conseguenze del fallimento dell'operazione Valchiria vengono esposti in forma di romanzo. I personaggi sono autentici, ad eccezione del protagonista che - seppur inventato - è ispirato alla figura reale di Fritz-Dietlof Graf von der Schulenburg, a cui l'autore dedica una postfazione.